# جورا (مولداوی)
جورا (به لاتین: Jura) یک منطقهٔ مسکونی در مولداوی است که در واحدهای اداری-سرزمینی کرانه چپ دنیستر واقع شده‌است. جورا ۸۳ متر بالاتر از سطح دریا واقع شده‌است.